# Clary Jansson
Clary Ingeborg Jansson, född 29 oktober 1941 i Bromma, död 8 februari 2010 i Spånga, var en svensk nyhetsuppläsare, TV-reporter och TV-producent vid Sveriges Radio/Sveriges Television. Hon var Aktuellts första kvinnliga studioreporter.

## Biografi
Clary Jansson var dotter till Philip Jansson och Mary Jansson, född Sjökvist. Fadern var lärare i latin vid Nya Elementar i Bromma där även dottern gick i skola. Efter studenten läste hon vid Stockholms universitet och avlade filosofie kandidatexamen i ryska och statskunskap 1964. Efter studiena var hon anställd vid radions nyhetsredaktion under tre månader. Därefter kom hon in vid Journalistinstitutet i Stockholm och tog examen 1965. I utbildningen ingick även ett pass i TV-journalistik och under detta blev Jansson värvad till Aktuellt. Den 20 december 1965 började hon läsa nyheterna och ersatte Gun Hägglund i studion.
Åren 1966–1967 var Clary Jansson nyhetsuppläsare på Aktuellt och blev samtidigt programmets första kvinnliga fast anställda studioreporter. Efter drygt två år som nyhetspresentatör arbetade hon mellan 1968 och 1971 som inrikesreporter på Aktuellt. Från 1972 och femton år framåt var hon reporter och producent vid TV1:s samhällsredaktion, för samhällsmagasinen Fokus, Studio S och 20:00. Från 1987 tillhörde hon dokumentärfilmsavdelningen på Kanal 1 och producerade ett stort antal TV-dokumentärer. Dokumentären om den egna släkten, Morfars farfars far – och jag (2008), blev hennes sista stora arbete före pensioneringen.
År 1967 belönades Clary Jansson med silvermedalj för bästa TV-rösten, av Hörselfrämjandets tidning Auris. Hon är gravsatt på Bromma kyrkogård.

## Uppmärksammade dokumentärer
- Här i Sverige: Vår man i Ljusne (1981). En film om högstadieläraren Kjell Nilssons vecka som ett av 350 ombud vid den 28:e socialdemokratiska partikongressen. Under veckan skall han försvara en motion som partistyrelsen avslagit. Clary Jansson ställer frågor om vad som sker när avstånden ökar mellan partiledning och partidistrikt, men också mellan partidistrikt och enskilda medlemmar.[10]
- Robban – om mödrars makt och fäders frånvaro (1990). Dokumentären skildrar en pojkes utsatta barndom och uppväxt med sin ensamstående mor. Den spelades in när Robban befann sig på ett behandlingshem, efter att en fängelsedom omvandlats till vård.[11] Tio år senare kom uppföljaren Robban – om vägen vidare (2000), som bygger på Clary Jansson återbesök och intervjuer med Robban under åren som gått.[12]
- Fru Karlsson (1992). Genom en enskild person, 86-åriga Elin Karlsson, som varit hemmafru hela sitt vuxna liv, vill filmen ge en historisk tillbakablick på ett ganska typiskt kvinnoliv under 1900-talet.[13] Filmen och dess producent Clary Jansson fick ett hedersomnämnande när 1992 års Ikarospris utdelades.[14]
- Farbrorn (2001). Dokumentären skildrar 91-årige Gösta Lidéns liv som ett exempel på ett vanligt mansliv under 1900-talet. Clary Jansson skildrade igen epoken med hemmafruar, men via männens roll. De hade visserligen marktjänst men också pressen på sig att försörja sin familj.[15]
- Morfars farfars far – och jag (2008). I fem heltimmesprogram följer Clary Jansson i sin släkts spår, från land till stad, från 1600-talets Värmland till 1940–talets förortsliv i Traneberg, där hon själv växt upp. Dokumentären tar upp bondehistoria, industrihistoria, stadshistoria, migrationshistoria och väckelsehistoria. Släktens livsöden speglar ett större samällsskeende.[7] [16]

## Filmografi (urval)
| Sändningsdatum   | Titel                                          | Genre          | Länk |
| ---------------- | ---------------------------------------------- | -------------- | ---- |
| TV 1, 1981-12-06 | Här i Sverige: Vår man i Ljusne                | Film           |      |
| TV 1, 1990-03-21 | Robban och mödrars makt och fäders frånvaro    | Dokumentär     |      |
| TV 1, 1992-03-08 | Fru Karlsson                                   | Dokumentär     |      |
| TV 1, 1993-04-28 | Jag är inte rasist, men...                     | Reportage      |      |
| TV 1, 1994-05-26 | I ripans stad                                  | Dokumentärfilm |      |
| SVT2, 1996-01-18 | Mjölklinjen                                    | Reportage      |      |
| SVT2, 1998-01-15 | Bullshit–apropå belgisk blå                    | Dokumentär     |      |
| SVT2, 1999-02-04 | Inte utan mitt piano – om livet för fru Hesse  | Dokumentär     |      |
| SVT2, 2000-03-22 | Slutmjölkat                                    | Dokumentär     |      |
| SVT2, 2000-11-16 | Robban – om vägen vidare                       | Dokumentär     |      |
| SVT1 2001-03-27  | Farbrorn                                       | Dokumentär     |      |
| SVT2, 2008-12-27 | Morfars farfars far – och jag. Del 1. Torparna | Dokumentär     |      |
| SVT2, 2009-01-03 | Morfars farfars far – och jag. Del 2. Bruket   | Dokumentär     |      |
| SVT2, 2009-01-10 | Morfars farfars far – och jag. Del 3. Bonden   | Dokumentär     |      |
| SVT2, 2009-01-17 | Morfars farfars far – och jag. Del 4. Soldaten | Dokumentär     |      |
| SVT2, 2009-01-24 | Morfars farfars far – och jag. Del 5. Staden   | Dokumentär     |      |